# ビジュアルコミュニケーション
ビジュアルコミュニケーション（英語：visual communication） は、図や写真、映像（動画）等を中心にした視覚伝達である。視覚コミュニケーションとも呼ばれる。
ビジュアルコミュニケーションには、芸術（art）、サイン（signs）、写真（photography）、活版印刷（typography）、デッサン（drawing）、色（color）および電子リソース（electronic resources）などがある。また、近年メールなどのコミュニケーションでは、絵文字や顔文字、LINEスタンプなどもあげられる。この分野での最近の発展は、ウェブデザインに焦点を合わせて、ユーザビリティをグラフィカルに適応。グラフィックデザイナーが、目視により聴衆とコミュニケートする部分である。
今日、書籍等に挿入する図や写真等も、文章をビジュアルに図で説明しようというもので重要なビジュアルコミュニケーションである。

## イメージ分析
ビジュアルコミュニケーションでは、イメージはコミュニケーション内に含まれている。そのイメージの解釈は主観的であり、イメージを介したコミュニケーションの中での深い意味の理解や意味の組合せには分析が必要となる。イメージはいくつかの見方で分析されているが、ここでは主要な観点となっている、ポール・マーティン・レスターによる六つの観点を挙げる。
1. 個人的観点（Personal perspective）
見る人がイメージに対して何か思うとき、その意見は個人的な考えを基盤にしている。個人の画像に対する反応は、その人の考えや価値観によって、個人的観点は時に文化的な価値観と衝突することもある。また、見ている人が個人的な観点でイメージを見ているとき、その視点を変えることは難しく、そのイメージの見方は発信者の意図と異なってしまうこともある。
2. 歴史的観点（Historical perspective）
イメージの見方は、使用メディアの歴史から生まれうる。異なった（新しい）メディアを使用することによって、時間経過を通じた画像の並べ替えの技術は変化してきた。例えば、コンピューターを使用した画像編集技術（Photoshopなど）で作られた画像は、手作業で作り編集される画像とは全く異なる。
3. 技術的観点（Technical perspective）
照明の使われ方やポジション、イメージの表現方法に、イメージを見る人の見方は大きく異なる。正しい照明の使い方や、場所や表現方法は、そのイメージの見方を向上させる可能性がある。時には、画像は現実のものよりも優れていることがある。
4. 倫理的観点（Ethical perspective）
この観点から見ると、イメージを作る人や見る人、またイメージそのものにも道徳的で倫理的な責任が必ず伴う。この観点は、六つのカテゴリー（定言命法、功利主義、快楽主義、中庸、黄金律、無知のヴェール）に分けられている。
5. 文化的観点（Cultural perspective）
この文化的観点にとって、象徴化は非常に大切な定義である。文化的観点は、シンボルの特定も含む。イメージと関連した言葉の使い方や、画像の中でのヒーローの使われ方などは、画像のシンボル化の一例である。
6. 批判的観点（Critical perspective）
批判的な視点でのイメージの見方は、見る人がそのイメージを批判するときであり、個々に批判はするものの、その批判的な視点は社会的な利益の中で形成されている。この見方は、個人的観点とは大きく異なっている。

## ヴィジュアルコミュニケーションの学習
ヴィジュアルコミュニケーションを学んでいる学生は多くの専門分野を習う。分野の例は以下の通りである。光の基礎物理学、目に関する解剖学や物理学、認知・知覚理論、色彩理論、ゲシュタルト心理学、美学、視線運動、デザイン規則、記号学、説得力、映画や映像の動き、またイメージの種類などである。ヴィジュアルコミュニケーションのための大学は、それぞれアプローチの方法が異なっているが、多くはこれらの理論や実戦の結合である。
ヴィジュアルコミュニケーションは、記号や信号、またシンボルと同様に、絵や図、グラフなどにも生じている。ヴィジュアルコミュニケーションは、独立して、また他のコミュニケーション手段の付加的に使用されうる。

## 視覚補助
視覚的な補助（英語：visual aid）は、聴衆が情報に富み説得力のあるスピーチを理解するのに役立つ。視覚補助は、聴衆がその場で情報を理解したり、取得するのに大きな役割を果たす。配布資料からパワーポイントまでたくさんのことなった種類の視覚補助が存在する。それぞれの視覚補助は、プレゼンテーション全体が価値あるものになるよう、保証するべく評価されなければならない利点と欠点を持っている。視覚補助がスピーチに取り入れられる前は、発表者はもしも視覚情報が不適切に用いられるのであれば、その視覚情報は補助ではなく、邪魔になると理解されていた。事前に計画を立てておくことが視覚情報を用いるときには重要である。内容と聴衆にとって適切な視覚補助を選ぶことが必要である。視覚補助の目的はプレゼンテーションをより良いものにすることである。

## 視覚的要素
- 実物
視覚情報として用いられる実物の使用は、スピーチの途中で実際に証明するために実物を持ってくることも含む。例えば、結び目についてスピーチするときは、実際にロープを持って来たほうが効果的である。
- モデル
モデルは、何らかの理由で実際に本物を用いるのに意味がないときに、本物に代わるものとして用いられる。
- グラフ
グラフは異なる量どうしの関係を表すときに用いられる。棒グラフ、線グラフ、円グラフや散布図など、様々なタイプのグラフが用いられている。
- 地図
地図が見せるのは、スピーチにとって有利になるような地理的エリアである。場所の違いを表したり、何かの場所を示すときに、ときどき地図が用いられる。
- 表
表は、言葉やシンボルやデータ整理する、縦と横の柱であった。
- 写真
- 絵、図解